# Феодор (Гаюн)
Митрополи́т Фео́дор (в миру Алексе́й Алексе́евич Гаю́н; 17 февраля 1958, село Немовичи, Сарненский район, Ровненская область) — архиерей Украинской православной церкви (Московский патриархат); митрополит Каменец-Подольский и Городокский (на кафедре с 1997 года). Председатель Церковного суда УПЦ, постоянный член Священного синода УПЦ.
Тезоименитство — 11 (24) августа (преподобного Феодора Острожского).

## Биография

### Юность
Родился 17 февраля 1958 года в селе Немовичи Сарненского района Ровенской области в крестьянской семье.
В 1975 году окончил среднюю школу и поступил в Ровенский институт водного хозяйства, но обучение бросил. В 1977—1978 годах работал на одном из заводов в Ровно.
С 1978 по 1984 год учился в Московской духовной семинарии. Проходил военную службу. В 1987 году окончил Московскую духовную академию со степенью кандидата богословия. Тогда же был направлен в Успенскую Почаевскую лавру.

### Начало служения
24 декабря 1987 году принял монашеский постриг с именем Феодор в честь преподобного Феодора, князя Острожского.
10 января 1988 году был рукоположён в сан иеродиакона, 7 октября 1990 года — в сан иеромонаха. Затем будущего владыку перевели в Свято-Духовский скит Почаевской лавры и назначен благочинным обители.
В мае 1991 года вернулся в Лавру и был назначен преподавателем Почаевского духовного училища.
5 июля 1992 года был возведен в сан игумена и назначен наместником Почаевской лавры; 1 августа того же года возведён в сан архимандрита.

### Архиерейское служение
5 августа 1992 года хиротонисан во епископа Почаевского, викария Тернопольской епархии.
8 декабря того же года владыку назначен ректором Почаевской духовной семинарии.
27 июля 1996 года, в связи с присвоением Почаевской Лавре статуса ставропигии, освобождён от должности наместника с сохранением должности ректора духовной семинарии.
С 15 апреля 1997 года — епископ Каменец-Подольский и Городокский (Каменец-Подольская и Городокская епархия в нынешнем виде существует с 31 мая 2007 года, когда решением Синода УПЦ Виньковецкий и Ярмолинецкий районы Хмельницкой области были переведены из состава Каменец-Подольской епархии (выделена 22 июня 1993 года из Хмельницкой епархии) в Хмельницкую епархию).
28 июля 2006 года возведён в сан архиепископа.
28 августа 2014 года возведён в сан митрополита.
16 сентября 2014 года назначен председателем Церковного суда УПЦ и постоянным членом Священного синода УПЦ.

## Награды
- Орден «За заслуги» II степени (20 сентября 2012 года, Украина) — за значительный личный вклад в социально-экономическое, научно-техническое и культурно-образовательное развитие Хмельницкой области, весомые трудовые достижения, высокое профессиональное мастерство и по случаю 75-летия образования Хмельницкой области[4].